# Olivier Couvreur
Olivier Couvreur (ur. 23 maja 1970 roku w Bondy) – francuski kierowca wyścigowy.

## Kariera
Couvreur rozpoczął karierę w międzynarodowych wyścigach samochodowych w 1989 roku od startów we Francuskiej Formule Ford 1600, gdzie ośmiokrotnie stawał na podium, w tym raz na jego najwyższym stopniu. Z dorobkiem 143 punktów uplasował się na trzeciej pozycji w klasyfikacji generalnej. W późniejszych latach Francuz pojawiał się także w stawce Francuskiej Formuły Renault, Francuskiej Formuły 3, Europejskiego Pucharu Formuły Renault, French Supertouring Championship oraz 24-godzinnego wyścigu Le Mans.